# Vasco da Gama Fernandes
Vasco da Gama Lopes Fernandes (ur. 4 listopada 1908 w São Vicente, zm. 9 września 1991 w Lizbonie) – portugalski polityk i prawnik, przewodniczący Zgromadzenia Republiki (1976–1978).

## Życiorys
Ukończył studia prawnicze na Uniwersytecie Lizbońskim, praktykował jako adwokat. Od czasów studenckich uczestniczył w różnych akcjach przeciwko dyktaturze. Pierwszy raz został aresztowany za udział w proteście przeciwko deportacji Heliodora Caldeiry. Współpracował z czasopismami „O Povo” i „Liberdade”, był jednym z organizatorów i liderów zrzeszenia studenckiego Liga dos Estudantes Republicanos. Na początku lat 30. wstąpił do ugrupowania Aliança Republicana e Socialista. Aby uniknąć aresztowania po zamachu stanu, wyemigrował na pewien czas do Hiszpanii. Wkrótce powrócił do Lizbony, został objęty amnestią i mógł dokończyć studia. Kontynuował działalność opozycyjną skierowaną przeciwko reżimowi Antónia de Oliveiry Salazara. Był redaktorem naczelnym magazynu „A Vida Contemporânea”, w 1943 dołączył do antyfaszystowskiego ruchu Movimento de Unidade Nacional Antifascista, a w 1945 należał do założycieli formacji Movimento de Unidade Democrática. W 1947 współtworzył niejawnie działające ugrupowanie Partido Trabalhista. Zajmował się też obroną w procesach politycznych.
Więziony ponownie po nieudanych próbach puczu wojskowego z 1947, a także po kampanii prezydenckiej Humberta Delgado z 1958. Uczestniczył w kampaniach wyborczych do parlamentu, w których brała udział opozycja. W 1973 znalazł się wśród założycieli Partii Socjalistycznej. W 1975, wkrótce po rewolucji goździków, został posłem do konstytuanty; pełnił funkcję wiceprzewodniczącego tego gremium. W 1976 uzyskał mandat posła do Zgromadzenia Republiki I kadencji, od lipca tegoż roku do października 1978 sprawował urząd przewodniczącego portugalskiego parlamentu. Wspierał ubiegającego się o prezydenturę Antónia Ramalho Eanesa, był pierwszym dyrektorem muzeum Museu República e Resistência. W 1979 odszedł z PS, działał później w Demokratycznej Partii Odnowy, z ramienia której ponownie był wybierany na deputowanego w 1985 i 1987.

## Odznaczenia
- Krzyż Wielki Orderu Wolności (1980, Portugalia)[3]
- Krzyż Wielki Orderu Chrystusa (1981, Portugalia)[3]